# Грасьяс-а-Дьос (департамент)
Гра́сьяс-а-Дьос (исп. Gracias a Dios, дословно — «благодарение Богу») — один из 18 департаментов Гондураса. Административный центр — город Пуэрто-Лемпира.
Несмотря на то, что Грасьяс-а-Дьос является вторым по площади департаментом Гондураса (уступает лишь Оланчо), он заселён довольно слабо, в среднем 5 человек на км².

## История
Создан в феврале 1957 года из Ла-Москитии (гондурасская часть Москитового берега) и территорий департаментов Колон и Оланчо к востоку от 85 меридиана.
До 1975 года административным центром департамента был город Брус-Лагуна.

## Происхождение названия

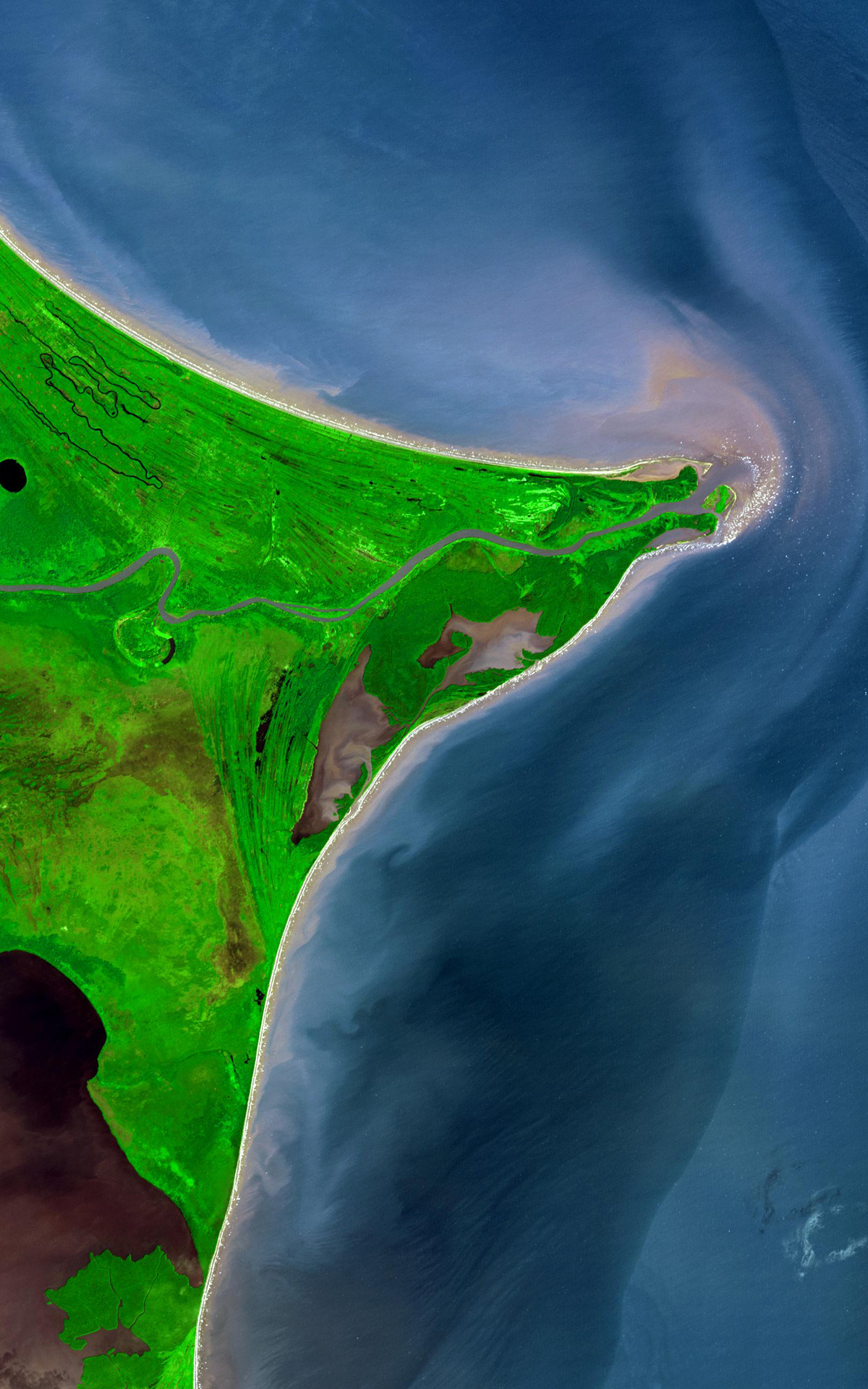
Река Коко впадает в Карибское море, образуя мыс Кабо-Грасьяс-а-Дьос

Своё название департамент получил от высказывания Христофора Колумба во время его последнего, четвёртого плавания в Новый Свет в 1502 году. Согласно легенде, его корабль попал в сильную бурю, и, когда ему удалось спастись, он сказал: «Gracias a Dios que hemos salido de estas honduras!» (Благодарение Богу, который вывел нас из этих глубин!). Фраза «Gracias a Dios» стала названием мыса Кабо-Грасьяс-а-Дьос, рядом с которым произошло это событие, а впоследствии — названием департамента Грасьяс-а-Дьос.

## География и климат

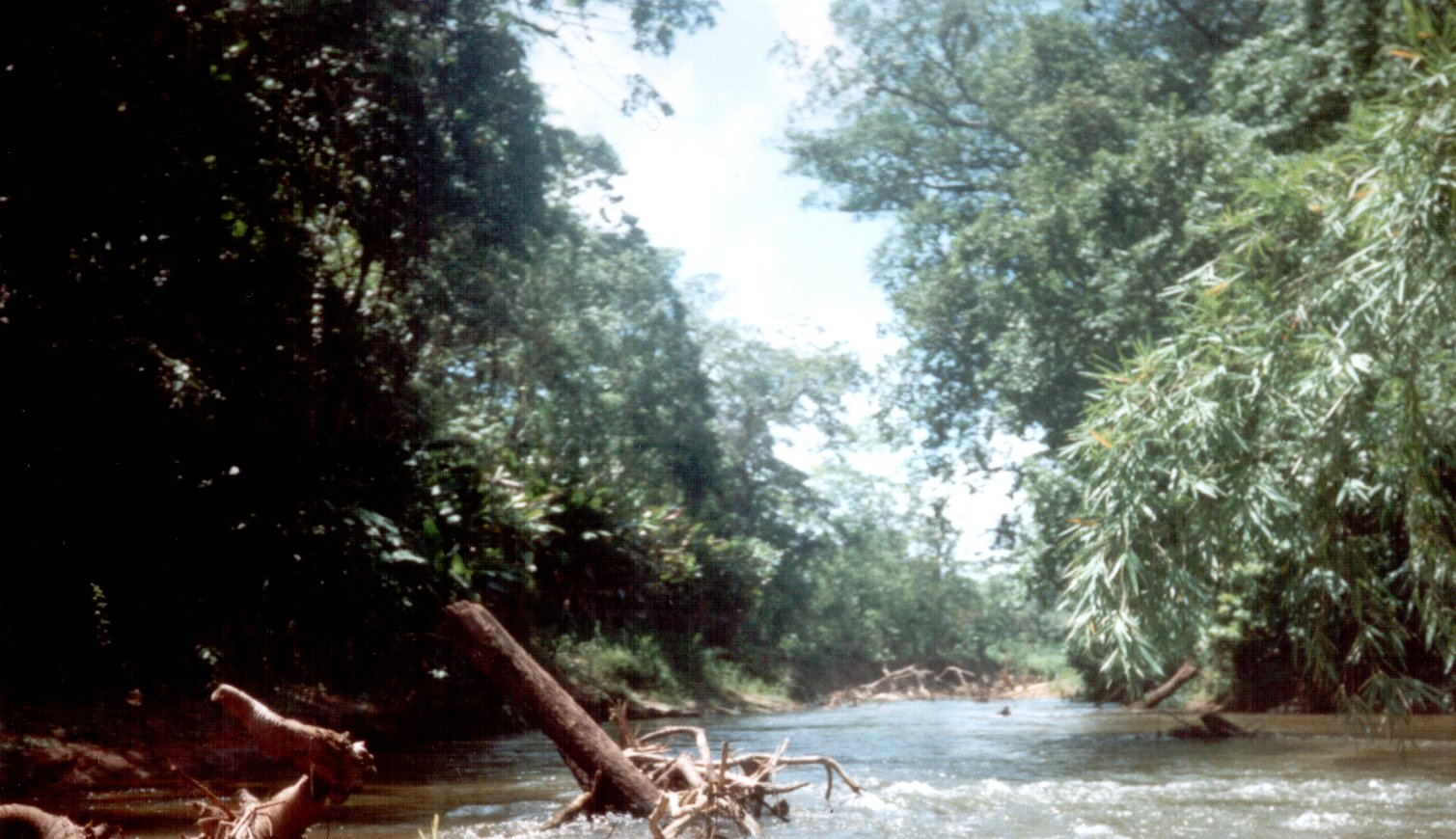
Национальный парк Рио-Платано

Грасьяс-а-Дьос находится в крайней восточной части государства. На западе граничит с департаментами: Колон, Оланчо, на юге, по реке Коко, с государством Никарагуа. С севера и северо-востока омывается Карибским морем.
Основную часть территории составляют обширные сосновые саванны, болота и тропические леса. В последнее время активное расширение земель сельскохозяйственного назначения, а также незаконная вырубка лесов и массовое поселение беженцев из Никарагуа наносят серьёзный ущерб экологической обстановке региона.
Климат тропический, пассатный. Средняя дневная температура сухого периода (с марта по май) +24…+32 °C. Дожди возможны в период с июня по октябрь, средняя дневная температура +26…+28 °C. Карибское побережье и другие районы до высоты 800 метров принадлежат к жаркой зоне, так называемой «тьерра кальенте», а южная, гористая часть на границе с Никарагуа лежит в умеренно жаркой зоне («тьерра темплада»).
На территории департамента располагается биосферный заповедник Рио-Платано.

## Муниципалитеты
В административном отношении департамент подразделяется на 6 муниципалитетов:
1. Ауас
2. Брус-Лагуна
3. Вампусирпи
4. Пуэрто-Лемпира
5. Рамон-Вильеда-Моралес
6. Хуан-Франсиско-Бульнес